# 塚原仲晃記念賞
塚原仲晃記念賞（つかはらなかあきらきねんしょう）は日本の医学賞。生理学者塚原仲晃の研究業績を記念し、生命科学の分野において独創的な研究を行っている50歳以下の研究者を対象として、ブレインサイエンス財団から授与される。賞金は100万円。

## 受賞者
- 1986年度 - 廣川信隆、御子柴克彦
- 1987年度 - 野間昭典
- 1988年度 - 竹市雅俊、彦坂興秀
- 1989年度 - 柳田敏雄
- 1990年度 - 祖父江憲治
- 1991年度 - 宮下保司
- 1992年度 - 三品昌美
- 1993年度 - 田中啓治
- 1994年度 - 河村悟
- 1995年度 - 川人光男
- 1996年度 - 辻省次
- 1997年度 - 受賞者なし
- 1998年度 - 北澤茂、岡村均、程肇
- 1999年度 - 柳沢正史
- 2000年度 - 岡野栄之、Takao Kurt Hensch
- 2001年度 - 狩野方伸
- 2002年度 - 河西春郎
- 2003年度 - 受賞者なし
- 2004年度 - 岡部繁男、酒井邦嘉
- 2005年度 - 伊佐正
- 2006年度 - 銅谷賢治、宮脇敦史
- 2007年度 - 水島昇
- 2008年度 - 東原和成
- 2009年度 - 後藤由季子、澤明
- 2010年度 - 尾藤晴彦
- 2011年度 - 笹井芳樹、上田泰己
- 2012年度 - 神谷之康、合田裕紀子
- 2013年度 - 榎本和生、加藤忠史
- 2014年度 - 池谷裕二
- 2015年度 - 坂場武史、樋口真人
- 2016年度 - 磯田昌岐、安田涼平
- 2017年度 - 内田直滋
- 2018年度 - Thomas McHugh
- 2019年度 - 岡田康志、高橋琢哉
- 2020年度 - 古川浩康、松崎政紀
- 2021年度 - 松田憲之、南本敬史
- 2022年度 - 大木研一
- 2023年度 - 岩崎明子、西村幸男
- 2024年度 - 杉山陽子（矢崎陽子）、藤澤茂義